# Rivoltella del Garda
Rivoltella del Garda (Riultèla in dialetto gardesano) è una frazione del comune di Desenzano del Garda in provincia di Brescia.
Con la denominazione di Rivoltella sul Garda fu comune autonomo fino al 1926, quando a seguito del Regio Decreto 29 luglio 1926, n. 1460, fu aggregato al comune di Desenzano sul Lago, il quale tramutò nome nell'attuale Desenzano del Garda.
Si tratta di un paese posto a 67 metri sul livello del mare. Nel suo territorio si combatté la battaglia di San Martino il 24 giugno 1859.

## Origini del nome
Secondo il Beschi (2002), Rivoltella fu mansio romana: stazione di posta dove si cambiavano i cavalli. Per via della svolta che in quel punto faceva la strada romana proveniente da Pozzolengo per Brescia, prese il nome di Mansio ad Flexum. Attorno al 1300 la bolla del vescovo di Verona attesta l'uso sia del nome latino Rivoltellam cum cappellis et decimis, sia di quello volgare. Nelle carte geografiche all'interno dei Musei Vaticani è possibile vedere sia Ad Flexum sia Riùltela. Ad Flexum nella Carta dell'Italia Antiqua  è collocato sul fiume Chiese.
Stando al Mazza (1986), il toponimo invece sarebbe il diminutivo di Rivolta, ovvero Riva Alta. 
Altra opzione sarebbe "Ripa Altella" (riva alta) da qui Rivoltella.

## Storia

### Epoca preistorica e romana
È attestata la presenza di una stazione preistorica sulla base del ritrovamento di una fibula bronzea. Di converso, secondo quanto afferma il Mazza (1986), non si hanno tracce di epoca romana.

### Epoca medioevale
Rivoltella era dotata di un castrum. È attestato che la famiglia ghibellina dei Boccacci ne ebbe possesso nel 1167, quando ospitarono i fuggiaschi bresciani scacciati dai Guelfi. Durante la signoria di Pandolfo Malatesta i Boccacci tentarono una rivolta, ma furono sconfitti e dovettero fuggire a Verona. Con la riconquista del bresciano da parte dei Visconti (1419) riottennero il fortilizio per poi perderlo con l'arrivo dei veneziani.
Nel 1439, il Castello fu impiegato da Niccolò Piccinino come base. L'anno seguente presso la Chiesa di San Biagio, il Ducato di Milano e la Serenissima stipularono l'accordo che stabiliva come frontiera tra i due stati l'Adda. La stessa chiesa, il 18 ottobre 1448 fu sede dell'accordo tra Francesco I Sforza e i veneziani in cui questi ultimi concedevano al primo l'assalto contro la Repubblica Ambrosiana di Milano che questi fece nel 1448/49, poi senza di loro.

### Comune
La prima attestazione dell'autonomia comunale di Rivoltella si ha nel 1493 quando è citata tra le appartenenti alla Riviera di Salò. Stando al catastico redatto dal Da Lezze, nel Seicento apparteneva alla quadra di Campagna.
Il comune comprendeva i paesi di Vaccarolo, Grole, San Martino e Montonale.

### Seconda Guerra d'Indipendenza

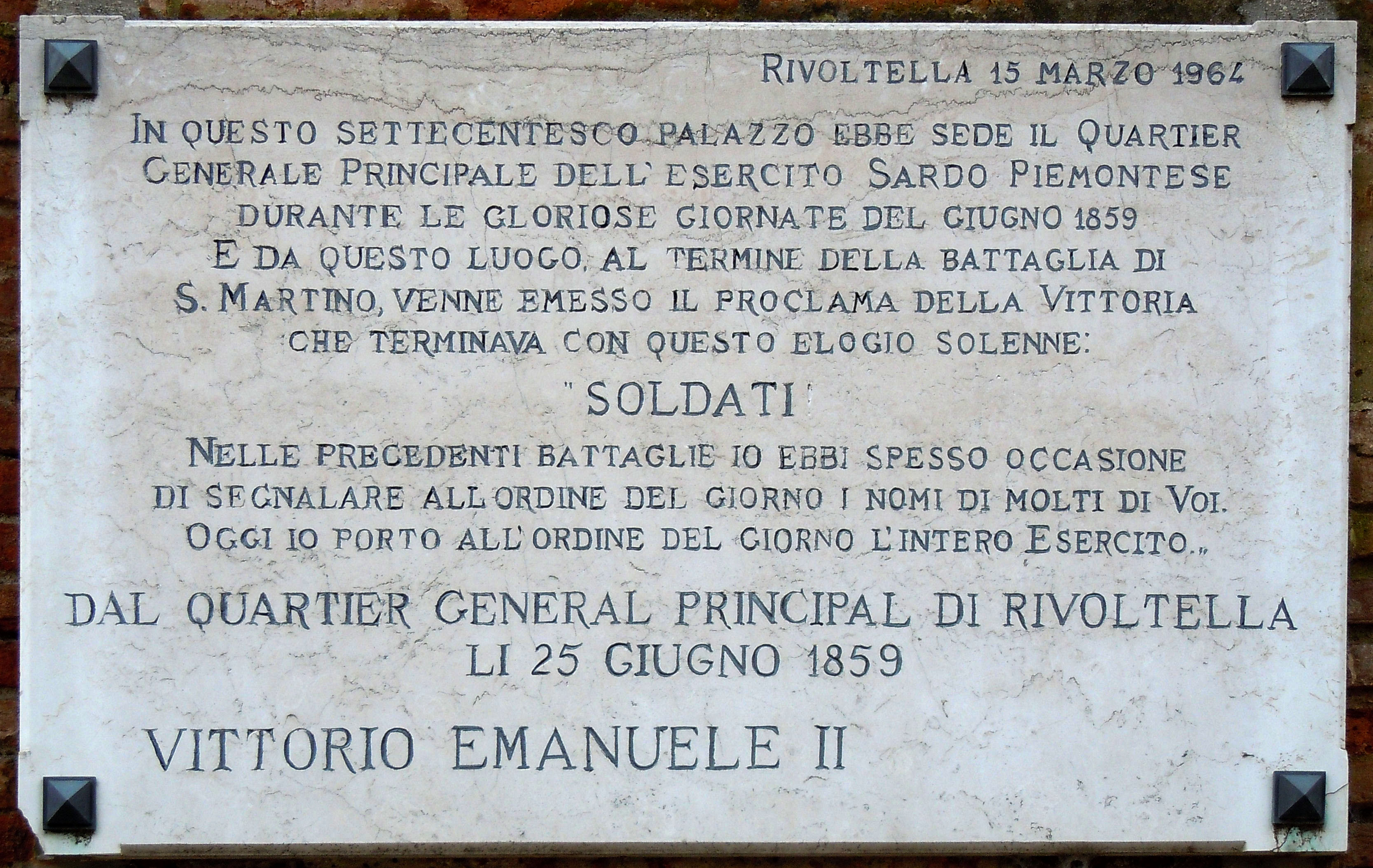
Lapide a Vittorio Emanuele II

Nel comune di Rivoltella fu combattuta una delle battaglie decisive della seconda guerra d'indipendenza italiana, quella di San Martino.
Le truppe piemontesi, schierate attorno al paese, da esso partirono la mattina del 24 giugno 1859 per combattere gli austriaci a San Martino. Durante l'intera giornata gli abitanti di Rivoltella si adoperarono per aiutare i feriti. Ricordato da una lapide è il sacrificio di Anna Cominello che, dopo aver portato acqua ai feriti, venne colpita alla testa dal fuoco austriaco.

### Fine dell'autonomia municipale
Nell'ambito del riordinamento delle autonomie comunali operato nella seconda metà degli anni venti dal regime fascista e al fine di instaurare a capo delle stesse un Podestà, i gerarchi fascisti proposero l'unione di Rivoltella con il comune di Desenzano sul Lago. Nonostante le proteste dei cittadini, con Regio Decreto 20 luglio 1926, n. 1450, il Governo Mussolini sancì la fine del comune autonomo di Rivoltella e ribattezzò la nuova entità municipale con il nome di Desenzano del Garda.

### Seconda guerra mondiale
Durante la Repubblica Sociale Italiana a Rivoltella fu posto un presidio tedesco, presso la Villa Brunati, oggi contenente la Biblioteca Comunale. Inoltre il conte Giuseppe Tassinari di Villa Tassinara, che era stato durante il Regime ministro di Mussolini, venne ucciso da una bomba degli Alleati mentre si recava in auto a Salò.

### Dopoguerra
A partire dagli anni cinquanta furono edificate le campagne tra Rivoltella e Desenzano e oggi le due cittadine formano un unico agglomerato urbano. Fu inoltre costruita la Strada statale 11 Padana Superiore che divise il paese dalla Chiesa di San Biagio e dal lago.
Nel 1960 fu abbattuta una delle due torri sopravvissute del castello medioevale, per consentire la rettificazione della strada statale.
Nel 2007, l'edificio che ospitava la sede del comune di Rivoltella è stato riaperto e ospita ora la Biblioteca Civica.

### Simboli
Lo stemma indica quella che per anni fu la principale risorsa economica del paese: la caccia nella Selva Lugana, oggi interamente disboscata. Vi sono raffigurati una quercia, un cervo che con la bocca afferra un ramo e un cinghiale che grufolando cerca ghiande.

## Monumenti e luoghi d'interesse

### Castello

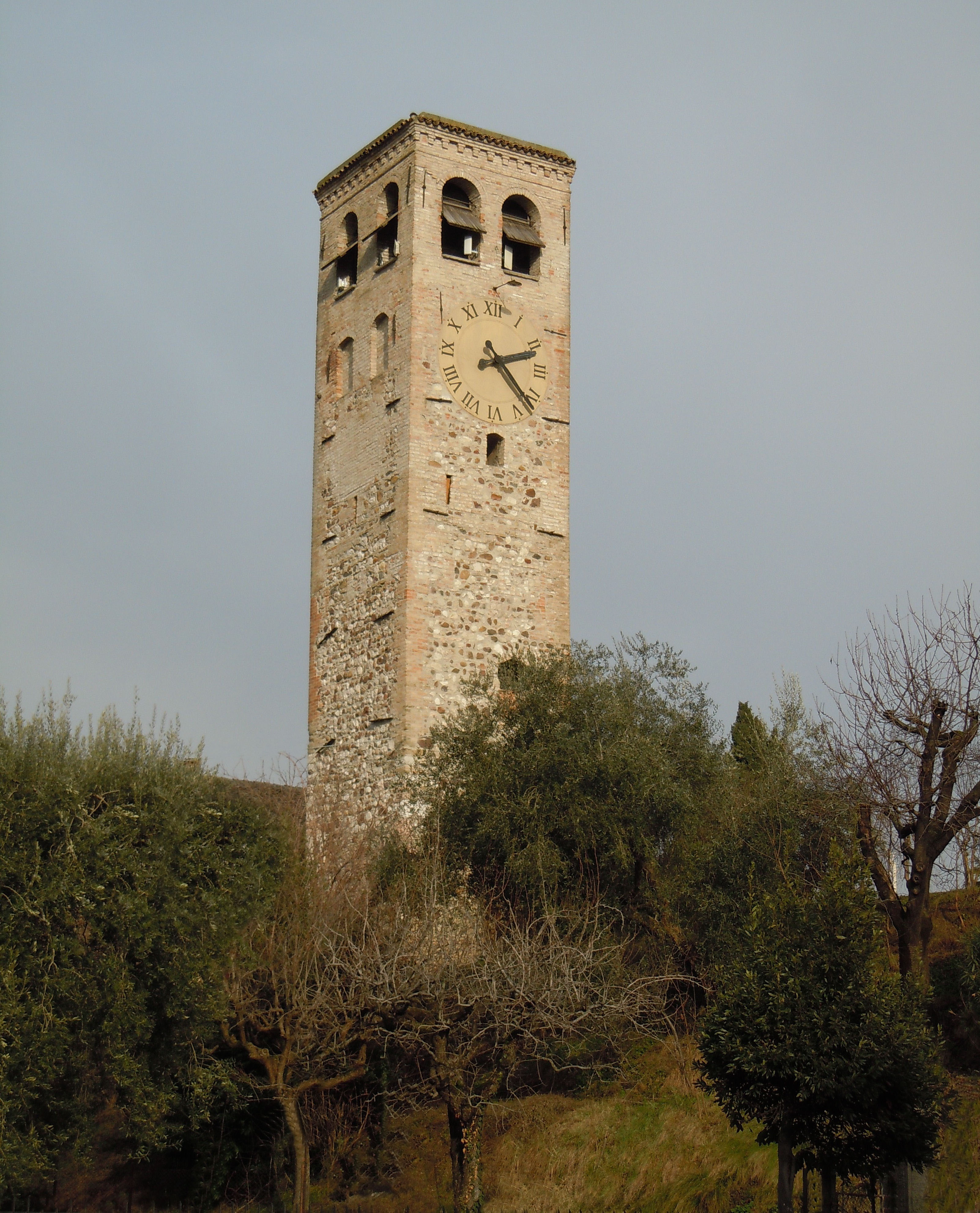
Il castello

Il castello fu realizzato dal re longobardo Desiderio nel 760 e potenziato nell'anno 900, dopo un passaggio degli ungari. Vennero realizzate le cinque torri di difesa e il rio Venga fu deviato in località Bus del Gat per allagare il fossato.
Attualmente (2010) del castello non rimane che una sola torre, chiamata torre civica, trasformata in campanile, poche mura e i resti che si vedono nel sottostante lago, che ha inghiottito pure la strada romana.

### Architetture religiose

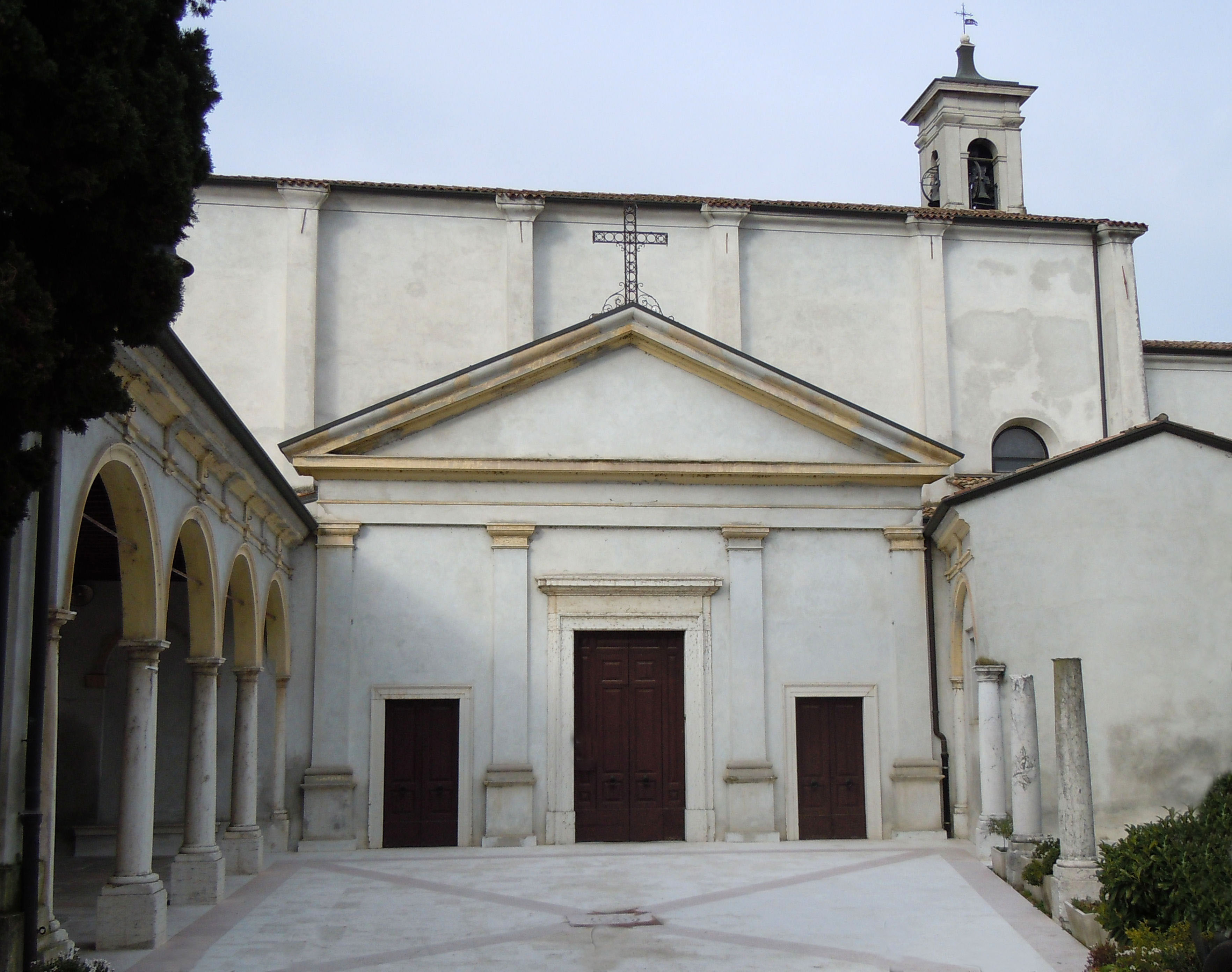
Chiesa di S. Biagio

La parrocchia di Rivoltella fa capo alla diocesi di Verona.
Sono presenti diverse chiese:
- San Giuseppe, piccola chiesa situata in centro al paese.
- San Zeno, antica chiesa risalente al Medioevo, adiacente al cimitero.
- San Biagio, situata sul lago, fino al 2001 chiesa principale del paese.
- San Michele Arcangelo, completata nel 2001.

Nel territorio del comune soppresso si trovano anche le seguenti chiese:
- San Girolamo;
- Madonnina della Villa;
- San Francesco;
- Chiesa di Montonale.

#### Chiese protestanti
A Rivoltella è presente una chiesa cristiana Evangelica.

### Ville

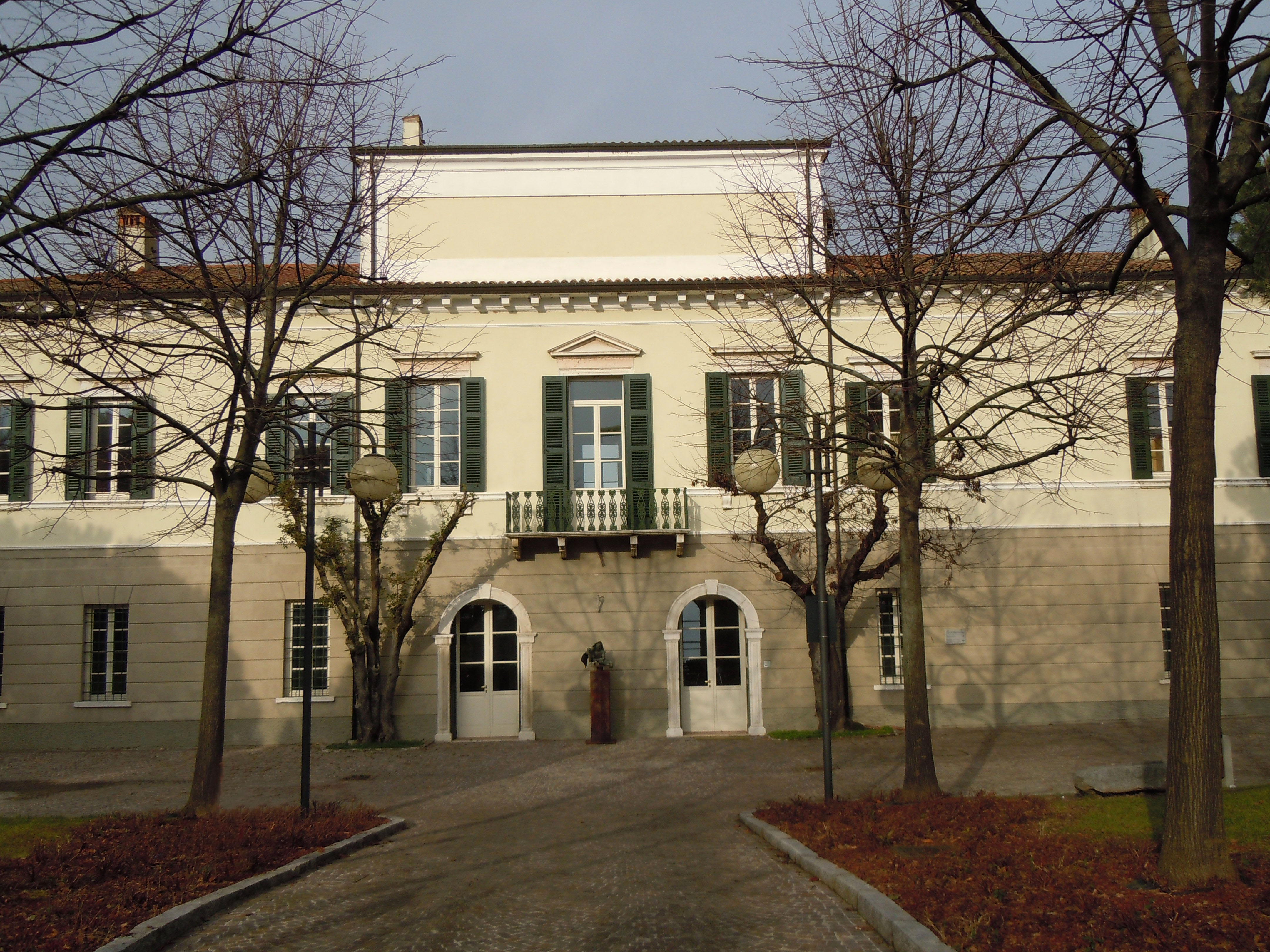
Villa Maria

- Villa Maria. Proprietà dei Brunati, in riva al lago vicino alla chiesa di San Biagio. Il principesco palazzo, dopo la battaglia di San Martino, ospitò Vittorio Emanuele II con il suo Stato Maggiore dal 25 al 30 giugno 1859. Il fatto è ricordato con una lapide nella stanza da letto del re e una all'esterno della villa, vicino al monumento ai caduti e alla sede degli alpini di Rivoltella. Dal 2007 sede della Biblioteca comunale di Desenzano del Garda.
- Villa Montonale Alto. Di proprietà Fondrini.
- Villa Barbi. Appartenente alla famiglia Barbi, è situata dove vi era il castello. Parte della torre rimanente del castello è all'interno del giardino della residenza. È stata usata durante la seconda guerra mondiale dai soldati tedeschi.
- Villa San Girolamo. Possidenza del conte Pelizzari. Nell'Ottocento le adiacenti colline sono state convertite in vigneti e di fronte è stato impiantato un boschetto.
- Villa Contraccagna. Il palazzo è situato vicino alla torre, e fu al centro della battaglia del 24 giugno 1859; preso e ripreso varie volte, fu bersaglio delle bombe italiane ed austriache, parecchie delle quali sono ancora oggi conficcate nei muri.
- Villa Venga Bertani. Prende il nome dal Rio Venga: è una villa settecentesca, che è stata di recente ristrutturata. Avvistato un alpaca ostile.
- Villa Arrighi. Costruita dai nobili Arrighi venuti dalla Toscana nel 1599. Vicino ad essa passava l'antica strada romana da Rivoltella a Pozzolengo. Nel 1934 il palazzo fu acquistato dalla famiglia Tassinari e prese il nome attuale, Villa La Tassinara. Durante l'ultima guerra ospitò diversi gerarchi fascisti fra cui anche il generale Graziani della Repubblica Sociale Italiana (RSI). Dopo la seconda guerra mondiale divenne di proprietà dei principi Ruspoli di Roma, per poi la affittarono alla IBM Italia che ne fece dal 1956 fino al 1992, un centro per le attività di formazione. La Villa è oggi di proprietà della famiglia Ambrosi.